# Chrysoplectrum
Chrysoplectrum is een geslacht van vlinders van de familie dikkopjes (Hesperiidae), uit de onderfamilie Eudaminae.

## Soorten
- C. albovenae Bell, 1932
- C. bahiana (Herrich-Schäffer, 1869)
- C. cuminaensis d'Almeida, 1976
- C. orpheus (Plötz, 1882)
- C. otriades (Hewitson, 1867)
- C. perna Evans, 1952
- C. perniciosus (Herrich-Schäffer, 1869)
- C. pervivax (Hübner, 1819)